# رودولف دیلس
رودولف دیلس (به آلمانی: Rudolf Diels) (زاده ۱۶ دسامبر ۱۹۰۰ – مرگ ۱۸ نوامبر ۱۹۵۷) یک سیاستمدار آلمانی و از ۲۶ آوریل ۱۹۳۳ تا سال ۱۹۳۴ رئیس گشتاپو بود. او رتبه SS-Oberführer را به دست اورد و یکی از حامیان هرمان گورینگ بود. Diels در Berghausen در Taunus متولد شد.